# وب‌هلپ
وب‌هلپ (انگلیسی: Webhelp) شرکت فناوری اطلاعات فرانسوی است، که در سال ۲۰۰۰ تأسیس شد.